# Цумбуш, Каспар фон
Ка́спар Кле́менс Эдуа́рд фон Цу́мбуш (нем. Caspar Clemens Eduard Zumbusch; 23 ноября 1830[…], Херцеброк, Северный Рейн-Вестфалия — 27 сентября 1915[…], Римстинг, Королевство Бавария) — немецкий скульптор, мастер монументально-декоративного искусства периода историзма и педагог.

## Биография
Каспар Клеменс Эдуард фон Цумбуш родился 23 ноября 1830 года в Герцеброке в Вестфалии. Рано проявил художественные способности, учился скульптуре в 1843—1853 годах в Мюнхене в Техническом университете у Иоганна фон Гальбига, так как не прошел по конкурсу в Мюнхенскую академию художеств. Ценитель искусства Г. Эггерсдорф, для которого молодой художник выполнил его портретный бюст и копию со статуи «Флора» Кановы, предоставил ему средства, чтобы отправиться в Рим и совершенствовать своё мастерство под руководством И.-М. Вагнера.
После учебной поездки в Рим с 1866 по 1872 год скульптор создал Памятник королю Баварии Максимилиану II (Maxmonument) на Максимилианштрассе в Мюнхене. С 1873 года Цумбуш работал в Вене. Его главными работами стали памятник Бетховену (1873—1880) и памятник императрице Марии Терезии на Мария-Тере́зиен-плац (Maria-Theresien-Platz) между зданиями Музея естественной истории и Музея истории искусств (1888). В этом памятнике выдающаяся императрица восседает на троне, постамент которого окружён фигурами приближённых и конными статуями полководцев. В Вене также находятся созданные Цумбушем конные статуи Йозефу Радецкому фон Радецу (1891) и эрцгерцогу Альбрехту (1898—1899).
Работая над памятником Максимилиану II, Каспар фон Цумбуш одновременно выполнил для короля Людвига II несколько мраморных статуэток, изображающих главные действующие лица Вагнеровских музыкальных драм, много портретных бюстов разных знаменитостей, колоссальную статую графа Румфорда, воздвигнутую на улице Максимилиана в Мюнхене, надгробный памятник принца Августа прусского в парке замка Бельвю, близ Берлина, гробницу барона Фраунхофера в Мюнхене, надгробный памятник семейства Зегер, там же, и «Памятник побед» в Аугсбурге (открыт в 1877 году). Он создал статую императора Франца-Иосифа для нового здания Венского университета (1894), выполнил колоссальную фигуру германского императора Вильгельма I для монумента на горе Виттикинда, в Вестфалии (1896).
Претенциозные монументы, созданные Цумбушем в Вене и Мюнхене, хорошо сочетались с пышной и эклектичной, перенасыщенной декором архитектурой Германии и Австро-Венгрии второй половины XIX столетия.
С 1873 года и до выхода на пенсию в 1901 году Цумбуш был профессором венской Академии изобразительных искусств, где вёл класс монументальной скульптуры. Затем стал ректором Академии. Он также преподавал в собственной студии в Мюнхене. Среди его многочисленных учеников был Адольф фон Гильдебранд.
15 февраля 1888 года в Вене ему был вручён Австрийский Орден Железной короны с повышением до степени рыцарства. Он также был награждён Баварским орденом Максимилиана «За достижения в науке и искусстве» и орденом Красного орла.
Цумбуш женился 4 октября 1860 года в Альтеттинге на Антонии Фогль (1838—1917), дочери королевского баварского полковника Людвига Фогля. У супругов было три дочери и два сына. Его сыновья, братья Людвиг фон Цумбуш (1861—1927) и Юлиус фон Цумбуш (1832—1908) также стали художниками. Третий сын Лео фон Цумбуш (1874—1940) был дерматологом.
Каспар фон Цумбуш умер 27 сентября 1915 года в возрасте 84 лет в Римстинге. Похоронен на почётном месте Центрального кладбища Вены (Wiener Zentralfriedhof).
В 1956 году его именем была названа улица Цумбушгассе в Зиммеринге (одиннадцатый район Вены). В его родном городе Герцеброк-Клархольц улица и школьный центр носят его имя. В 2011 году в доме, где он родился, открылся музей (Caspar-Ritter-von-Zumbusch). С 1980 года музей каждые пять лет присуждает спонсорскую премию имени Цумбуша молодым художникам.

## Галерея
- Памятник императрице Марии-Терезии в Вене. 1888
- Памятник Бетховену в Вене. 1880
- Памятник Йозефу Радецкому фон Радецу. 1891. Вена
- Памятник королю Максимилиану II Баварскому. 1872. Мюнхен